# Eclipse lunar de 25 de maio de 2013
| Eclipse Lunar Penumbral 25 de maio de 2013 | Eclipse Lunar Penumbral 25 de maio de 2013 |
| --- | ------------------------------------------ |
| A Lua cruzando a extremidade norte da penumbra, em volta do cone de sombra da Terra, de oeste para leste (da direita para a esquerda), onde a Lua mal entrou na penumbra e o eclipse sendo praticamente imperceptível. |                                            |
| Gamma | +1,5350                                    |
| Saros (e membro) | 150 (1 de 71)                              |
| Sequência de eclipses lunares |                                            |
| Anterior | 25 de abril de 2013                        |
| Próximo | 18 de outubro de 2013                      |
| Duração |                                            |
| Penumbral | 33 min 34 seg                              |
| Fases e Horários do Eclipse (UTC) |                                            |
| P1 | 3:53:15                                    |
| Máximo | 4:09:58                                    |
| P4 | 4:26:49                                    |
| A Lua cruza a extremidade da penumbra da Terra na constelação de Escorpião |                                            |

O eclipse lunar de 25 de maio de 2013 foi um eclipse penumbral, o segundo de três eclipses lunares do ano, e o primeiro como eclipse penumbral. 
Teve magnitude penumbral de 0,0157 e umbral de -0,9335. Sua duração total não foi mais do que 33 minutos.
Foi um dos eclipses penumbrais com baixa magnitude e de curta duração, devido ao fato de a Lua atravessar apenas o limite norte da faixa de penumbra, sem mal entrar nela. Ou seja, ela passou "de raspão" pela penumbra da Terra. Com isso, o disco lunar não sofreu praticamente nenhuma alteração visual, quanto ao brilho e ao escurecimento da superfície, ocorreu somente uma redução mínima de brilho apenas no polo sul lunar. O eclipse se tornou imperceptível visivelmente.
A Lua cruzou a extremidade norte da zona de penumbra da Terra, no limite dela, em nodo ascendente, dentro da constelação de Escorpião.

## Série Saros
Eclipse pertencente ao ciclo lunar Saros de série 150, sendo este o primeiro do total de 71 eclipses na série, marcando assim o início desta série. O próximo eclipse do ciclo será com o eclipse penumbral de 5 de junho de 2031, onde a penumbra também vai cobrir apenas uma extremidade da superfície lunar, com duração relativamente curta.

## Visibilidade
Foi visível nas Américas, Atlântico, Pacífico, Antártida, boa parte da África e extremo oeste da Europa.
| Região do planeta onde foi visível durante o máximo do eclipse - 4:10 UTC. A América do Sul, sobretudo o Paraguai, obteve a melhor observação do meio do eclipse, de onde foi visível à meia-noite. | Gráfico do eclipse - NASA |
| Mapa de visibilidade do eclipse |                           |

## Galeria

Animação do eclipse, vista do polo sul da Lua